# Aegiphila purpurascens
Aegiphila purpurascens es una especie de plantas con flores perteneciente a la familia Lamiaceae. Es endémica de Ecuador. 

## Descripción
Es un árbol de mediana altura que se desarrolla en las montaña húmedas tropicales. Se encuentra tratado en peligro de extinción por pérdida de hábitat. 
Se encuentran tres poblaciones en los Andes. El espécimen tipo fue descubierto en un lugar indeterminado de la provincia de Azuay por W. Camp en 1945. Otra colonia se encuentra en un lugar indeterminado de Chimborazo y en un bosque a 25 km de la carretera Loja–Saraguro a  2,600 m s. n. m. de altura. Existen esperanzas de que también se encuentre en el Parque nacional Podocarpus.

## Taxonomía
Aegiphila purpurascens fue descrita por Harold Norman Moldenke y publicado en Phytologia 4: 173. 1953.